# Маружини
Маружини (хорв. Maružini) — населений пункт у Хорватії, в Істрійській жупанії у складі громади Канфанар.

## Населення
Населення за даними перепису 2011 року становило 83 осіб.
Динаміка чисельності населення поселення:

## Клімат
Середня річна температура становить 12,78 °C, середня максимальна – 26,92 °C, а середня мінімальна – -1,84 °C. Середня річна кількість опадів – 931 мм.
| Клімат поселення                              | Клімат поселення | Клімат поселення | Клімат поселення | Клімат поселення | Клімат поселення | Клімат поселення | Клімат поселення | Клімат поселення | Клімат поселення | Клімат поселення | Клімат поселення | Клімат поселення | Клімат поселення |
| Показник                                      | Січ.             | Лют.             | Бер.             | Квіт.            | Трав.            | Черв.            | Лип.             | Серп.            | Вер.             | Жовт.            | Лист.            | Груд.            |                  |
| Середній максимум, °C                         | 9,56             | 10,38            | 13,16            | 16,84            | 21,97            | 26,19            | 26,92            | 26,65            | 21,89            | 17,15            | 12,09            | 9,06             |                  |
| Середня температура, °C                       | 3,87             | 4,67             | 7,47             | 11,14            | 16,27            | 20,48            | 22,89            | 22,60            | 17,84            | 13,12            | 8,04             | 5,01             |                  |
| Середній мінімум, °C                          | −1,84            | −1,03            | 1,76             | 5,44             | 10,57            | 14,78            | 18,85            | 18,57            | 13,81            | 9,06             | 4,02             | 0,97             |                  |
| Норма опадів, мм                              | 69               | 57               | 66               | 75               | 67               | 78               | 56               | 81               | 84               | 103              | 111              | 84               |                  |
| Середньомісячна швидкість вітру, м/с          | 2.18             | 2.46             | 2.61             | 2.60             | 2.32             | 2.23             | 2.20             | 2.15             | 2.18             | 2.36             | 2.46             | 2.37             |                  |
| Середньомісячна сонячна радіація, кДж/м²·день | 4549             | 7457             | 10796            | 15221            | 19375            | 21093            | 22052            | 19038            | 14150            | 9137             | 4967             | 3833             |                  |
| --------------------------------------------- | ---------------- | ---------------- | ---------------- | ---------------- | ---------------- | ---------------- | ---------------- | ---------------- | ---------------- | ---------------- | ---------------- | ---------------- | ---------------- |
| Джерело:                                      |                  |                  |                  |                  |                  |                  |                  |                  |                  |                  |                  |                  |                  |